# T48小銃
T48（英語: T48 rifle、正式名称:Rifle, Caliber .30, T48）は、1950年代半ばにアメリカ軍がM1小銃の代替を検討する過程で試験に提出されたバトルライフルである。この小銃はベルギーで開発されたFN FALをライセンス生産したものであった。審査の結果、アメリカ軍はM14小銃の採用を決定したため、T48が実戦投入される機会は訪れなかった。

## 概要
第二次世界大戦後、北大西洋条約機構（NATO）における小銃の標準化を推進するため、「小銃運営委員会」が結成された。この委員会とアメリカのFALへの関心が、FALの開発方針の転機となった。FALがFN社によってテストされた中間弾薬ではなく、新たに開発された7.62×51mm NATO弾を使用するように設計し直されたのは、小銃の標準化に対するアメリカとNATOの関心が主な要因であった。これは、アメリカ政府がNATO、特にイギリスに対して、もしFALがアメリカの新しい7.62×51mm弾用に再設計されれば、FALはアメリカにとって受け入れられ、恐らくは採用されるだろうと暗黙のうちに示していたこと、またFN社が第二次世界大戦の連合国に対し、ベルギー解放の礼としてライセンスやロイヤルティーの費用なしでFALの生産を認めると示唆していたことが理由としてあった。
アメリカはいくつかの形式でFALをテストした。当初はFN社によって実験的な構成で製造され、その後、M1に代わる新しい軽量自動小銃の公式な競争相手として最終的なT48の構成で製造された。アメリカ陸軍は、この小銃のアメリカ国内での製造可能性を評価するため、アメリカに拠点を置く2社を含む3社からT48を調達し、試験を行った。T48はベルギーのエルスタルにあるFN社、マサチューセッツ州ウースターのハリントン&リチャードソン社、コネチカット州ハートフォードのハイスタンダード社によって試験用に製造された。
T48/FALはT44と比較されたが、このT44は基本的に着脱式弾倉とセレクティブファイア機能を備えたM1の改良型であった。初期試験ではT48とT44がほぼ同等の性能であることが判明した。 1953年12月、両小銃は極寒環境での試験で競われた。 T44の選定を確実にしたいスプリングフィールド造兵廠は、T44のガスレギュレーターの再設計、極寒での摩擦や焼き付きを減らすための弾倉をはじめとする部品の改造および修正など、造兵廠のコールドチャンバー・ダイカストマシンも用いつつ数週間前から試験用のT44の準備と調整を行なっていた。一方、T48はそのような特別な準備は実施されておらず、試験中にガスシステムの問題が発生し始めた。FN社のエンジニアは機能改善のためにガスポートを開放したが、圧力上昇により早期のうちに激しい損傷と部品の破損が起こった。 結果、寒冷地での運用においてT44の優位は明らかであると極寒試験の担当者によって評価された。
最終的にT44がT48を下して選択されたが、この理由としては重量（T44はT48より1ポンド軽い）、単純さ（T44はT48と比較して部品点数が少ない）、T44のセルフコンペンサイティング・ガスシステム、およびT44がM1用の生産設備を流用して製造できるという説明（後に不可能であると判明した）が挙げられる。1957年にアメリカはT44を正式にM14として採用することを決定した。

## 派生

### T48E1
試験においてFALヘビーバレルライフル（Heavy Barrel Rifles 、HBAR、FAL 50.41または50.41以前のもの）がT48E1という名称で少量受領されたが、この小銃はアメリカでは採用されなかった。

### SALVO小銃
T48は1956年にウィンチェスター社がスプリングフィールド造兵廠の認可を得て実施したSALVO計画で利用された。この計画ではT48をベースに.22口径弾（T65弾）への適応および銃身の水平2連化の改造が行われた。この小銃は撃針とエキストラクターが2つずつ組み込まれた1本のボルト、1つの重いハンマーを内蔵していた。弾倉は2つ挿入する仕様であったが、片方だけを挿入し単一の銃身のみで射撃することも可能であった。射撃時の空薬莢は左右に排出された。1957年には完成していたが、最終的には反動などの問題から採用には至らなかった。なお、この小銃以前にも.22口径のT48が試作されており、弾薬の実験に投入されている。